# 소련 육군

소련 육군의 엠블럼

소비에트 육군(러시아어: Советская армия 사베츠카야 아르미야[*])은 소련군의 육군의 1946년 2월 이후 명칭이다. 그 이전에는 붉은 군대였다.

## 군사력
2차대전 중 급속도로 팽창한 소련군은 전쟁 말기가 되면 500여개 보병사단과 50여개 전차군단을 보유하게 되었다. 이 당시 총병력은 1000만 명을 넘었다. 1985년에 소련군은 500만 명의 병력과 210개 사단을 보유하고 있었으나, 육군에 일반보병사단은 없고 특수부대를 제외하면 전체가 기계화보병이거나 전차사단이었으며 미군보다 강력했다.

## 같이 보기
- 소련의 군사사
- 소련군 계급 및 표장
- 안드레이 그레치코